# Herbert Andorfer
Herbert Andorfer (* 3. März 1911 in Linz; † 17. Oktober 2003 in Anif) trat nach der Annexion Österreichs in den SS-Sicherheitsdienstes (SD) ein, er war Lagerkommandant im Konzentrationslager Sajmište, anschließend Kommandant einer nach ihm benannten Einheit zur Bekämpfung des Widerstands in Norditalien, die schwere Kriegsverbrechen beging.

## Leben

### Jugend
Herbert Andorfer wurde als uneheliches Kind am 3. März 1911 in Linz geboren. Er wuchs bei seiner Mutter in Salzburg auf, wo er 1929 seine Matura machte und eine Berufsausbildung zum Hotelfachmann begann. Bereits während der Schulzeit wurde er Mitglied einer deutschnationalen Studentenverbindung. Nach seiner Berufsausbildung arbeitete er zwei Sommer in Bad Ischl als Hotelsekretär und war, abgesehen von einem Pensum als Tür-zu-Tür-Verkäufer, bis 1934 arbeitslos. Zum 2. Oktober 1931 trat er der NSDAP (Mitgliedsnummer 610.869) sowie zum 20. September 1933 der SS (SS-Nummer 309.600) bei. 1934 wurde er Ortsgruppenleiter von Sölden in der mittlerweile illegalen Partei. Von 1934 bis 1938 arbeitete er in einem Hotel in Sölden als Hotelsekretär oder Geschäftsführer.

### Nationalsozialismus
Im Mai 1938 ging er nach Innsbruck, um hauptamtlich im Stab der Allgemeinen SS, Abschnitt 36, zu arbeiten. Anschließend meldete er sich zum SD und wurde in der Abteilung III (Nachrichtendienst Inland) eingesetzt. Vier Semester studierte er vom SD-Dienst freigestellt ohne Abschluss Staatswissenschaften in Innsbruck und wurde 1940 nach Salzburg versetzt. Dort war Andorfer im gehobenen Dienst als SD-Sachbearbeiter im Nachrichtendienst tätig. Von dort wurde er in das Ausbildungslager Pretzsch an der Elbe geschickt, wo für die Tätigkeit in den sog. Einsatzgruppen der SS im rückwärtigen Gebiet der Front ausgebildet wurde.

### Einsatz auf dem Balkan 1941–1943
Mit dem deutschen Angriffskrieg gegen Jugoslawien gelangte er als Angehöriger des Führungsstabs des SS-Einsatzkommandos Agram der Einsatzgruppe E nach Zagreb. Nach Einsätzen gegen Widerstandsgruppen in der Nähe von Marburg (Maribor) im Sommer 1941 wurde er zum SS-Untersturmführer befördert. Am 29. Oktober wurde er zum Befehlshaber der Sicherheitspolizei und des SD (BdS) nach Belgrad versetzt. Bis Januar 1942 war er im Konzentrationslager Šabac eingesetzt. Dort waren auch Juden und Roma inhaftiert, von denen viele Hinrichtungen als „Vergeltungsmaßnahmen“ zum Opfer fielen. Das für sein brutales Auftreten hinter der Front bekannte Reserve-Polizei-Bataillon 64 war dort 1941 eingesetzt. Der SD, dem Andorfer angehörte, führte in Šabac „Verhöre“ von Häftlingen durch, die des Widerstands denunziert worden waren. Die Überlebenden der SD-Prozeduren wurden von Exekutionskommandos des Polizei-Bataillons erschossen. Etwa 1000 Menschen wurden im KZ Šabac Opfer der Ordnungspolizeieinheit.
Von Januar 1942 bis 1943 war Andorfer Kommandant des KZ Sajmište, das von der deutschen Besatzung nach dem Abriss der bestehenden Bebauung im Belgrader Roma-Viertel Zemun (deutsch: Semlin) eingerichtet wurde und in dem vor allem Juden, Roma und Angehörige und mutmaßliche Sympathisanten der jugoslawischen Nationalen Befreiungsfront festgehalten wurden. Es diente als Sammellager für tausende Frauen und Kinder der als Geiseln erschossenen Juden und Roma. Es wurde von Angehörigen des Reserve-Polizei-Bataillons 64 bewacht, das Andorfer aus Šabac kannte. Angehörige des Bataillons waren auch an der Erschießung von in Sajmište inhaftierten Juden beteiligt.
Die Lebensbedingungen KZ Sajmište waren unerträglich: Überfüllung, verfaulte Kartoffeln und Wassersuppen in Kleinstmengen als Ernährung. Ab März 1942 wurden unter Andorfer zwei Monate lang täglich insgesamt zwischen 7500 und 8000 Juden mit einem Gaswagen jeweils durch Belgrad gefahren, auf der Fahrt umgebracht und dann auf einem Schießplatz an der Peripherie verscharrt. Andorfer begleitete im PKW regelmäßig diese Fahrten bis zum Ausladen der Leichen. Zu den Opfern gehörten auch die bis dahin Überlebenden des Kladovo-Transports. Nach dem Ende der Morde wurde das serbische Entladungs- und Begräbniskommando, das von Angehörigen des Reserve-Polizei-Bataillons 64 bewacht wurde, erschossen. In der Literatur findet sich die Angabe, Roma-Häftlinge seien von der Mordaktion ausgenommen gewesen. Die Inhaftierungen wurden nach dem Massenverbrechen fortgesetzt. Ihnen folgte ihn vielen Fällen die Ermordung im Lager.

### Sonderkommando Andorfer in Italien 1943–1945
Im Herbst 1943 gelangte Andorfer nach Italien und wurde zum Kommandeur der nach ihm benannten Bandenbekämpfungseinheit ernannt. Das vom Kommando der Sicherheitspolizei und des SD in Verona abhängige mobile Sonderkommando Andorfer war an zahlreichen gegen vermeintliche Partisanen gerichtete Einsätze in der Lombardei, Piemont und Ligurien beteiligt. November 1943 wurde Andorfer zum Obersturmführer befördert. Im März 1944 wurde er mit der Leitung des SD-Außenpostens Savona und Imperia in Ligurien betraut. Zwischen dem 6. und 11. April 1944 war das Sonderkommando Andorfer an der Razzia im Kloster Benedicta bei Bosio beteiligt, in dessen Verlauf über 140 gefangen genommene Partisanen erschossen wurden.
Im Juni 1944 übernahm er den Außenposten Macerata in den Marken, bevor sein Sonderkommando einen Monat später der Luftflotte 2 in Parma unterstellt und bei den Bandenbekämpfungsaktionen mit Decknamen Wallenstein I, II und III im Apennin zwischen der Emilia-Romagna und Ligurien eingesetzt wurde. Ab September 1944 war das Sonderkommando Andorfer in Rovereto und Feltre stationiert.
Ende September war das Sonderkommando an der Operation Piave in Venetien beteiligt, das sich sowohl gegen Partisanen als auch gegen Zivilisten richtete. Häuser von Verdächtigen wurden mit den Bewohnern abgebrannt, am 23. und 24. September 1944 wurden von einem deutschen Erschießungskommando 16 verdächtige Jugendliche in einer Kaserne erschossen. Andorfer beabsichtigte auch, in jedem Dorf um den Monte Grappa 30 angebliche oder tatsächliche Widerstandskämpfer öffentlich hinzurichten. Nachdem die meisten potentiellen Opfer hatten fliehen können, ließ er plakatieren, jedem Mann das Leben zu lassen, der sich freiwillig zur Flak oder zur Organisation Todt melde. Eltern überredeten ihre Söhne, dorthin zu gehen, weil sie hofften, diese würden sich so retten können. Es meldeten sich 31 junge Männer. Andorfer gab den Befehl zu ihrer Ermordung, seine „rechte Hand“, der Waffen-SS-Rottenführer Karl Franz Tausch, der später den italienischen Beinamen „deutscher Henker“ erhielt, hatte die Verantwortung für die konkrete Umsetzung. Am 26. September 1944 ließ er die Opfer mit einem Karton mit der Aufschrift „Bandit“ auf der Brust von Angehörigen des italienischen faschistischen Jugendverbands an Telefonkabeln an den Bäumen dreier Straßen in Bassano del Grappa aufhängen. Sie würden, lautete der zynische Kommentar, so „die Ehre Italiens retten“. Opfern, die nach der Strangulation noch atmeten, hatten die jugendlichen Zwangshenker den Rumpf nach unten zu ziehen.
Danach kamen die Waffen-SS-Leute im Caffè Centrale und im Hotel Al Cardellino zusammen, um auf die Erschießungen wenige Tage zuvor und auf die Erhängungen „anzustoßen und um zu feiern“.
Im Februar 1945 wurde der Außenposten Rovereto aufgelöst und Andorfer mit der Leitung des Außenpostens Novara betraut.
Andorfer wurde vom NS-Regime mit dem Kriegsverdienstkreuz II. Klasse mit Schwertern (1942), dem Eisernen Kreuz II. Klasse (1944), dem Eisernen Kreuz I. Klasse (1945) und dem SS-Bandenkampfabzeichen ausgezeichnet.

### Nach dem Ende des NS-Regimes
Andorfer, der sich in der Endphase des Kriegs 1945 aufgrund einer Verletzung „im Rahmen eines Bandeneinsatzes“, wie es im späteren Prozess hieß, entweder in einem Lazarett im italienischen grenznahen Como oder in einem Schweizer Lazarett befand, gelangte von dort auf einer Rattenlinie über Schweden und New York mit falschen Papieren, die auf den Namen „Hans Mayer“ lauteten, 1946 nach Venezuela und wurde dort eingebürgert. Mit seiner falschen Identität kehrte er später nach Österreich zurück. Er arbeitete unter seinem echten Namen erneut als Hotelsekretär und wurde mit dieser Identität von der Republik Österreich neu eingebürgert. Er reiste viel, da er Reiseleiter war, und hielt sich viel im Ausland auf, sodass seine Identität ständig überprüft wurde.
Seit 1964 hatte es Ermittlungen zu den Verbrechen im KZ Sajmište und zur Rolle Andorfers gegeben. Im Mai 1967 war er in Untersuchungshaft gekommen und am 30. Januar 1969 wurde er vom Landgericht Dortmund wegen Beihilfe zum Mord an „mindestens 5.500“ jüdischen Häftlingen des KZ Sajmište im Gaswagen zu 2½ Jahren Haft verurteilt. Das Gericht war der Meinung, „die für Beihilfe zum Mord vorgesehene gesetzliche Mindeststrafe von drei Jahren Zuchthaus“ könne „unterschritten werden“, da die Milderungsgründe „eindeutig überwiegen“ und die „doppelte Milderungsmöglichkeit“ anzurechnen sei. So könne ein Verbotsirrtum nicht ausgeschlossen werden und schließlich habe der „im übrigen untadelige“ Andorfer „durch seine Beihilfe bei der strafbaren Tötung“ der Tausende ein hartes „Nachkriegsschicksal“ erlitten: er sei „völlig heimatlos“ geworden. Haft sei überdies für Ältere schlimmer als für Jüngere. Da Andorfer die Untersuchungshaft in Österreich und in Deutschland komplett angerechnet wurde, war er mit Abschluss des Prozesses wieder auf freiem Fuß. Da er „zur Zeit der Tat keiner ehrlosen Gesinnung“ gewesen sei, wurden ihm die „bürgerlichen Ehrenrechte“ nicht aberkannt.
Zu Andorfers SD-Tätigkeit im KZ Šabac sind keine Ermittlungen bekannt. In dem Dortmunder Verfahren wurde sein Aufenthalt dort nicht thematisiert.
Obwohl die deutschen Verbrechen der „Operation Piave“ und insbesondere das Massaker von Bassano del Grappa in Italien allgemein bekannt waren, nahm erst im Juli 2008 ein italienischer Militärstaatsanwalt nach vom Simon-Wiesenthal-Zentrum initiierten Recherchen italienischer Historiker Ermittlungen dazu auf. Dadurch angeregt wurde dann auch durch die Staatsanwaltschaft Darmstadt ein Verfahren eingeleitet. Zu Anklagen und Verurteilungen konnte es jedoch weder in Italien noch in Deutschland noch kommen, da Andorfer inzwischen in einem Altersheim in Anif bei Salzburg verstorben war und Tausch im Laufe der Ermittlungen Selbstmord beging. Tausch hatte seinen Lebensabend bis dahin in Langen (Hessen) verbracht. Er war 1947 in der CSSR aus anderen Gründen als NS-belastet zu 20 Jahren Haft und Arbeit in einem Bergwerk verurteilt, aber bereits 1954 amnestiert und in die Bundesrepublik entlassen worden. Dort war er zunächst mehrere Jahre als Kriminalpolizist in Ludwigshafen tätig, bevor er als Programmierer und EDV-Spezialist im In- und Ausland arbeitete. 16 Mal reiste er nach Italien, wo er in den Hotels stets seine richtigen Personalien angab.